# Ministerium für Auswärtige Angelegenheiten und Europäische Integration

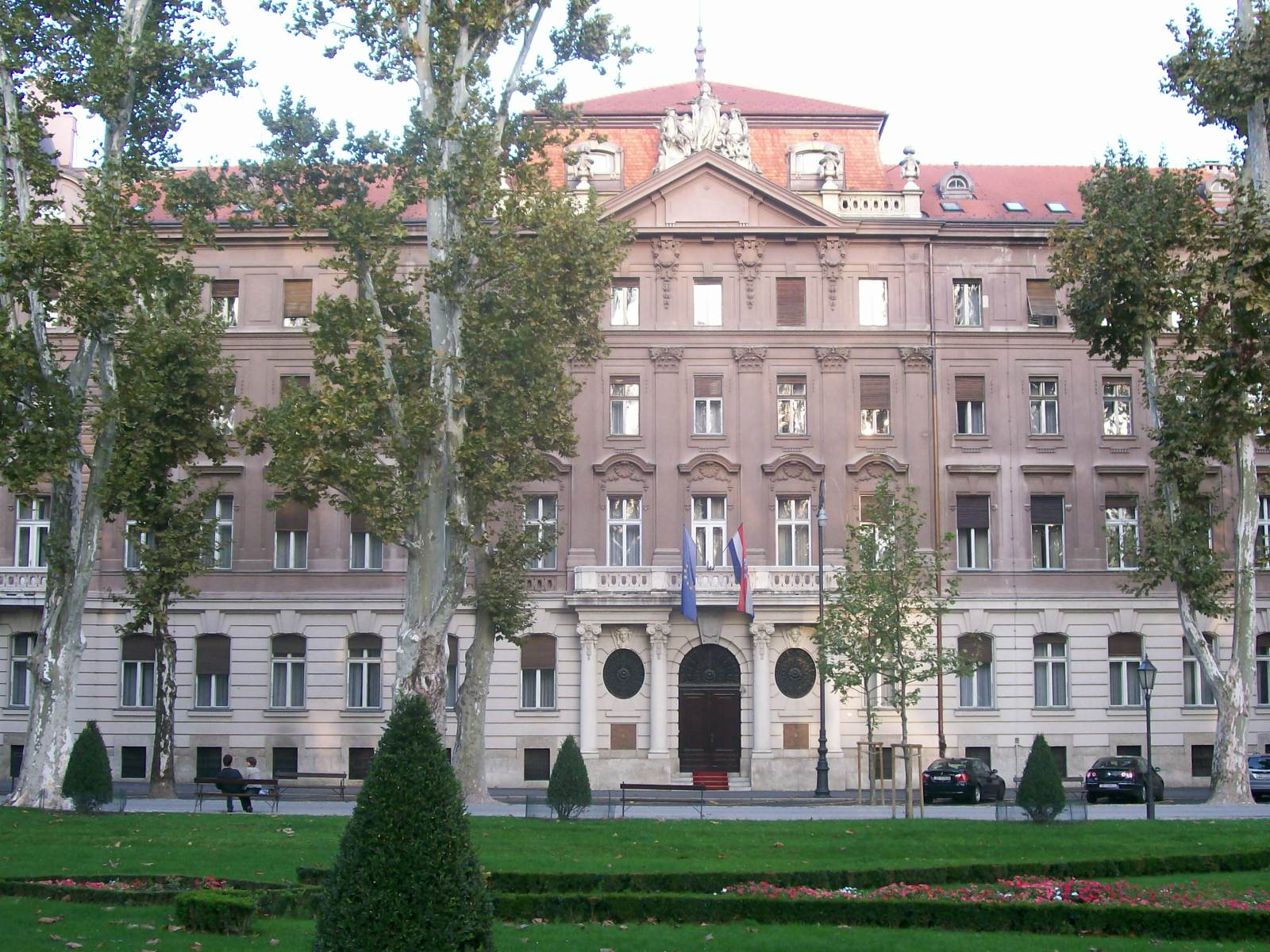
Der Garten des kroatischen Außenministeriums in Zagreb am Trg Nikole Šubića Zrinskog

Das Ministerium für Auswärtige Angelegenheiten und Europäische Integration (kroatisch Ministarstvo vanjskih poslova i europskih integracija Republike Hrvatske, kurz MVPEI) der kroatischen Regierung ist das Außenministerium des Landes. Die zentrale Aufgabe ist, alle bilateralen Beziehungen zu „pflegen“.
Das Außenministerium (Ministarstvo vanjskih poslova) wurde am 31. Mai 1990 gegründet. Um die Beziehung zur EU zu verbessern, wurde am 3. April 1998 ein Büro zur EU-Integration gegründet, aus dem am 27. Januar 2000 das Ministarstva za europske integracije (deutsch: Ministerium zur Europäischen Integration) hervorging. Zum 16. Februar 2005 wurden beide Ministerien unter dem heutigen Namen zu einem Ministerium vereinigt.

## Entstehung
In zwei Wahlgängen wurde am 22./23. April und 6./7. Mai 1990 ein neues Parlament für die Sozialistische Teilrepublik Kroatien gewählt. Bei der konstituierenden Sitzung am 30. Mai 1990 wurde Franjo Tuđman nach der gültigen Verfassung von 1974 zum Präsidenten gewählt. Zdravko Mršić wurde am 31. Mai 1990 erster Minister für ausländische Angelegenheiten (kroatisch: ministar inozemnih poslova).

## Adresse
Trg N. Š. Zrinskog 7 -8, 10000 Zagreb, Kroatien

## Liste der Minister

### Vor der Unabhängigkeit Kroatiens
- Zdravko Mršić (31. Mai 1990 – 8. November 1990)
- Frane Vinko Golem (8. November 1990 – 3. Mai 1991)
- Davorin Rudolf (3. Mai 1991 – 31. Juli 1991)
- Zvonimir Šeparović (31. Juli 1991 – )

### Seit der Unabhängigkeit Kroatiens
- Zvonimir Šeparović ( – 27. Mai 1992)
- Zdenko Škrabalo (9. Juni 1992 – 28. Mai 1993)
- Mate Granić (28. Mai 1993 – 27. Januar 2000)
- Tonino Picula (27. Januar 2000 – 22. Dezember 2003)
- Miomir Žužul (23. Dezember 2003 – 17. Februar 2005)
- Kolinda Grabar-Kitarović (17. Februar 2005 – 12. Januar 2008)
- Gordan Jandroković (12. Januar 2008 – 23. Dezember 2011)
- Vesna Pusić (23. Dezember 2011 – 22. Januar 2016)
- Miro Kovač (22. Januar 2016 – 19. Oktober 2016)
- Davor Stier (19. Oktober 2016 – 19. Juni 2017)
- Marija Pejčinović Burić (19. Juni 2017 – 19. Juli 2019)
- Gordan Grlić Radman (amtierend seit 19. Juli 2019[1][2])

## EU-Erweiterung
Das Kroatische Außenministerium verantwortete die Gespräche zur Aufnahme Kroatiens in die EU.